# Осадчий Віталій Володимирович
Віта́лій Володи́мирович Оса́дчий (20.09.1983—28.04.2022) — солдат Збройних сил України, учасник російсько-української війни, який загинув під час російського вторгнення в Україну.

## Життєпис
Народився 20 вересня 1983 року.
Під час російського вторгнення в Україну в 2022 році був стрільцем-регулювальником Черкаської бригади територіальної оборони. Загинув 30 квітня 2022 року поблизу міста Попасна Луганської області під час відбиття наступу російської армії та обстрілу позицій. Поховано в Черкасах.

## Нагороди
- орден «За мужність» III ступеня (2022) — за особисту мужність і самовіддані дії, виявлені у захисті державного суверенітету та територіальної цілісності України, вірність військовій присязі.[3]